# George Karpati
George Karpati, OC, FRSC (Debrecen, 17 de maio de 1934 – Montreal, 6 de fevereiro de 2009) foi um neurologista e neurocientista canadense. Foi um dos especialistas líderes no diagnóstico e tratamento de desordens neuromusculares incluindo pesquisas sobre Distrofia muscular.
Nascido em Debrecen, Hungria, Karpati foi um S'herit Ha Pleitá (judeu sobrevivente do holocausto) que emigrou para o Canadá em 1957. Obteve um grau de M.D. na Universidade Dalhousie em 1960. Karpati trabalhou 30 anos em prática clínica, pesquisa e ensino de neurologia. Foi Catedrático Izaak Walton Killam e Professor de Neurologia da Universidade McGill.
Em 2001 foi Officer da Ordem do Canadá por suas "contribuições seminais na área de distrofia muscular". Em 2005 foi Knight da Ordem Nacional de Quebec. Em 1999 foi eleito Fellow da Sociedade Real do Canadá. Foi membro da Sociedade Real do Canadá e da Academia de Ciências da Hungria.
Karpati morreu em 6 de fevereiro de 2009, com 74 anos de idade, e foi sepultado em Montreal no Cemitério Baron de Hirsch.